# Redcar
Redcar ist eine Stadt im District Redcar and Cleveland in der Grafschaft North Yorkshire, England. Redcar ist 73,2 km von York entfernt. Im Jahr 2001 hatte sie 36.443 Einwohner.

## Persönlichkeiten
- Barry Hillier (1936–2016), Fußballspieler
- Chris Norman (* 1950), Musiker
- James Arthur (* 1988), Sänger
- Hayden Hackney (* 2002), Fußballspieler